# Orly
Orly ist eine französische Stadt mit 24.488 Einwohnern (Stand 1. Januar 2022) südlich von Paris im Département Val-de-Marne. Bekannt ist sie vor allem wegen des Flughafens Paris-Orly.

## Geografie

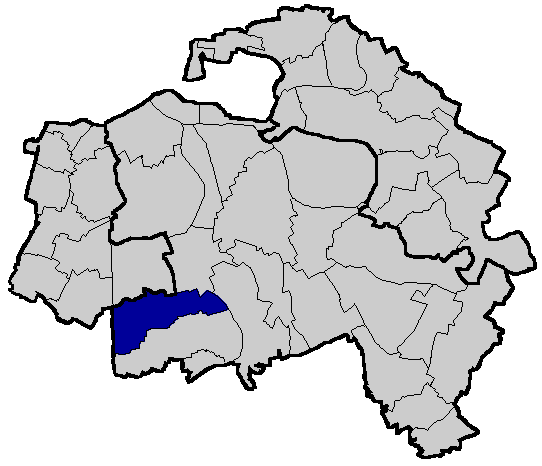
Lage der Gemeinde im Departement Val-de-Marne

Orly liegt innerhalb der Unité urbaine von Paris etwa 15 Kilometer südlich des Stadtzentrums an der Seine.
Im Zuge des Wachstums der Gemeinde im 20. Jahrhundert wurden etliche ehemals selbständige Nachbarortschaften eingemeindet. Die heutigen Nachbargemeinden von Orly sind die weitgehend ähnlich großen Gemeinden Thiais, Choisy-le-Roi, Villeneuve-le-Roi, Villeneuve-Saint-Georges und Paray-Vieille-Poste.

## Bevölkerungsentwicklung
| Bis zum Beginn des 20. Jahrhunderts war Orly eine kleine Ortschaft im Großraum Paris mit nur wenigen hundert Einwohnern. Bereits nach Ende des Zweiten Weltkrieges lebten mehr als 6.000 Menschen in Orly. Ihren Höhepunkt erreichte die seitdem wieder rückläufige Bevölkerung mit etwas mehr als 30.000 Einwohnern gegen Ende der 1960er, Anfang der 1970er Jahre. \| Jahr \| Einwohner \| \| ---- \| --------- \| \| 1962 \| 17.637 \| \| 1968 \| 30.197 \| \| 1975 \| 26.104 \| \| 1982 \| 23.766 \| \| 1990 \| 21.646 \| \| 1999 \| 20.470 \| \| 2009 \| 20.874 \| \| 2016 \| 23.378 \| |           |
| Jahr | Einwohner |
| 1962 | 17.637    |
| 1968 | 30.197    |
| 1975 | 26.104    |
| 1982 | 23.766    |
| 1990 | 21.646    |
| 1999 | 20.470    |
| 2009 | 20.874    |
| 2016 | 23.378    |

## Geschichte

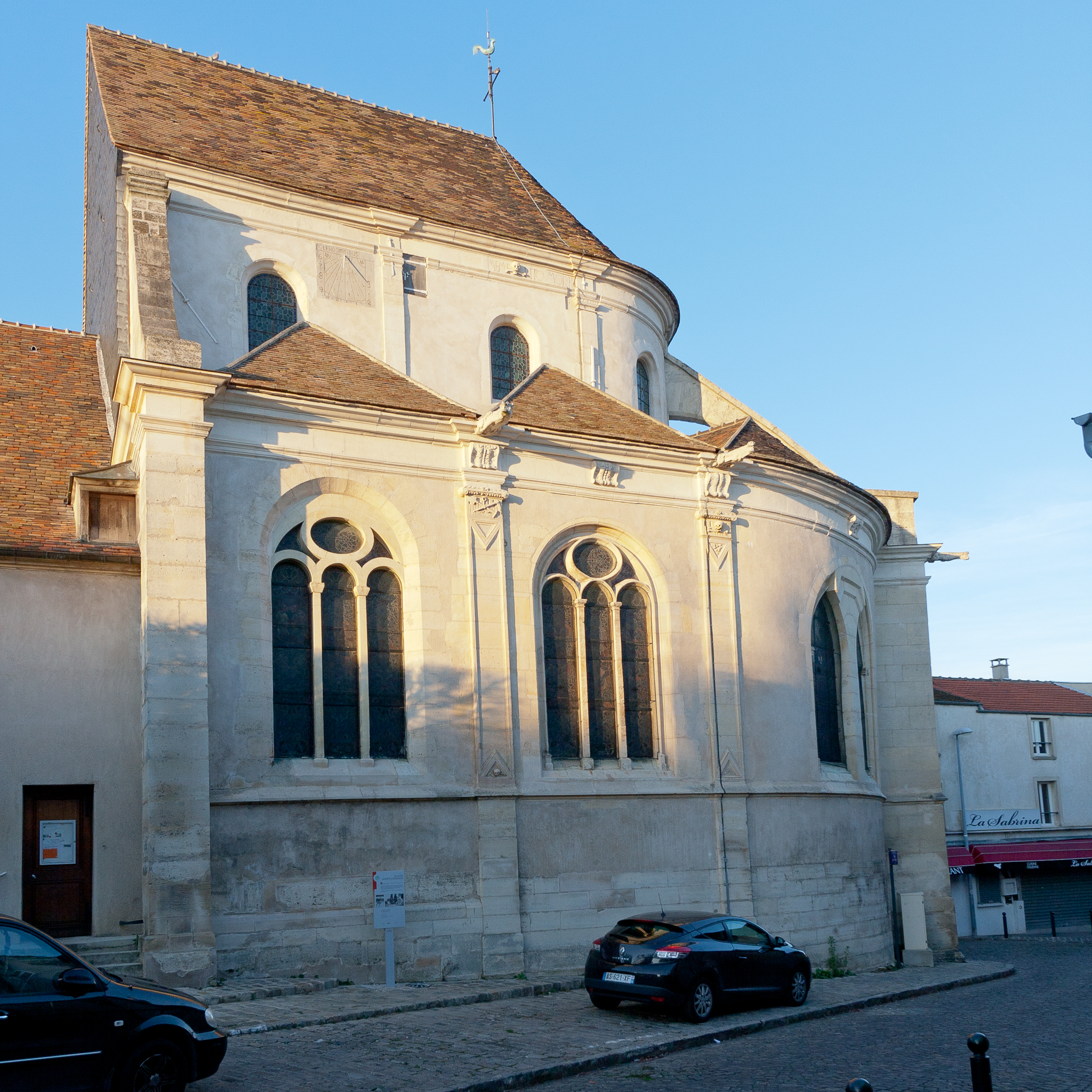
Kirche Saint-Germain-de-Paris

Der Name Orly geht auf den lateinischen Namen Aureliacum zurück und weist auf die Herkunft des Ortes aus einer römischen Gründung hin. Der Ort Orly wird schon in der Karolingerzeit in drei Schenkungsurkunden für das Pariser Domkapitel erwähnt. Die erste stellte der fränkische König Karl der Große  im Jahr 774 aus (D_K_I Nr. 193). Im Jahr 829 wurde "Aureliacum"  erneut als Besitz des Kapitels von Notre-Dame in Paris erwähnt (Cart.Gen.Paris Tome 1 No. 035). Schließlich lesen wir von Orly 851 in einer Urkunde des westfränkischen Königs Karl II., auch "Karl der Kahle" genannt (D_Ch_II Nr. 137, erwähnt bei www.francia.ahlfeldt.se).
Im Verlauf des Hundertjährigen Krieges belagerten Jahr 1346 die Engländer Orly drei Monate lang, während sich die Einwohner im Kirchturm verschanzten.
Seit Anfang der 1930er Jahre ist Orly durch seine Schule zur Pilotenausbildung mit der Geschichte der zivilen Luftfahrt verbunden; diese Schule geht auf eine Anregung der französischen Flugpionierin Maryse Bastié zurück. Diese Verbindung zur Luftfahrt, die auch durch den Flughafen Paris-Orly besteht, kommt im Wappen der Gemeinde mit seinen fünf stilisierten Flugzeugen im silbernen Winkel auf blauem Grund zum Ausdruck.

## Sehenswürdigkeiten
Die restaurierte Kirche Saint-Germain-de-Paris wurde im 12. Jahrhundert erbaut. Der Kirchturm wurde während der englischen Belagerung im 14. Jahrhundert teilweise zerstört und nicht mehr vollständig wieder aufgebaut.
Siehe auch: Liste der Monuments historiques in Orly

## Städtepartnerschaften
Orly ist Städtepartnerschaften eingegangen mit:
- Pointe-à-Pitre in Guadeloupe, seit 1973
- Klin in der Oblast Moskau, Russland, seit 1979
- Campi Bisenzio in der Toskana, Italien, seit 1980
- Turnu-Severin in Rumänien, seit 2000